# Organización para la Unidad Africana
La Organización para la Unidad Africana (OUA) fue una organización regional que agrupaba a los países del continente africano. Fue fundada el 25 de mayo de 1963, un año después de la disolución de la Unión de Estados Africanos (1958-1962), y reemplazada el 9 de julio de 2002 por la Unión Africana.
Su fundación se debió al impulso panafricanista de importantes líderes del Tercer Mundo como el emperador de Etiopía Haile Selassie I, Kwame Nkrumah, Gamal Abdel Nasser y Julius Nyerere.
Sus fines fueron promover la unidad y solidaridad de los estados africanos y servir como portavocía colectiva del continente. También estaba dedicada a erradicar el colonialismo y promover la cooperación internacional. Su sede estaba en Adís Abeba (Etiopía).
En definitiva querían crear un equivalente a la Unión Europea pero compuesta por la totalidad de países que componen el continente africano.
Contaba al 2002 con 53 Estados miembros, incluida la República Árabe Saharaui Democrática (Sáhara Occidental), lo que motivó la retirada voluntaria de Marruecos de la OUA en 1985.
La OUA fue una de las principales promotoras del boicot y protestas diplomáticas y políticas contra Sudáfrica debido a la aplicación del apartheid como política oficial de su gobierno, siendo readmitida en junio de 1994 debido al fin del sistema del apartheid.
La ausencia de una fuerza armada como la de las Naciones Unidas dejó a la organización sin medios para hacer cumplir sus decisiones. Tampoco estaba dispuesta a involucrarse en los asuntos internos de los países miembros, lo que llevó a algunos críticos a afirmar que la OUA era un foro de retórica, no de acción. Reconociendo esto, la OUA emitió en septiembre de 1999 la Declaración, en la que pedía que un nuevo organismo ocupara su lugar. El 9 de julio de 2002, esto ocurrió con la creación de la Unión Africana. La Unión Africana sigue manteniendo hasta hoy muchos de los principios fundadores de la OUA.
Tras su disolución, se creó la Unión Africana.

## Objetivos
La OUA tenía los siguientes objetivos principales:

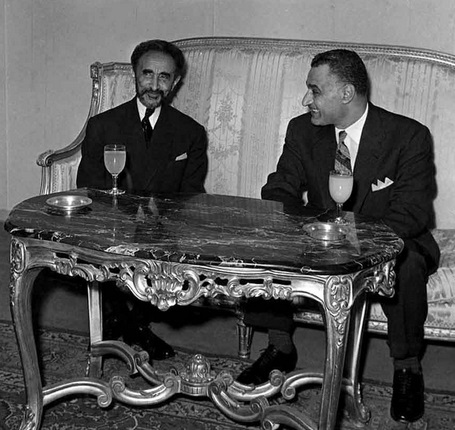
El emperador de Etiopía Haile Selassie con el presidente de Egipto Gamal Abdel Nasser en Addis Abeba para la cumbre de la Organización de la Unidad Africana, 1963.

- Coordinar e intensificar la cooperación de los Estados de África para lograr una vida mejor para los pueblos de África.[1].
- Defender la soberanía, la integridad territorial y la independencia de los estados africanos.
- La OUA también se dedicó a la erradicación de todas las formas de colonialismo y del gobierno de la minoría blanca ya que, cuando se creó, había varios estados que aún no habían conseguido su independencia o estaban gobernados por la minoría blanca. [Sudáfrica y Angola eran dos de esos países. La OUA propuso dos formas de librar al continente del colonialismo y del dominio de la minoría blanca. En primer lugar, defendería los intereses de los países independientes y ayudaría a conseguir la independencia de los aún colonizados. En segundo lugar, se mantendría neutral en cuanto a los asuntos mundiales, evitando que sus miembros volvieran a ser controlados por potencias externas.

Se creó un Comité de Liberación para ayudar a los movimientos independentistas y velar por los intereses de los Estados ya independientes. La OUA también pretendía mantenerse neutral en términos de política mundial, lo que evitaría que volvieran a ser controlados por fuerzas externas, un peligro especial con la Guerra Fría.
La OUA también tenía otros objetivos:
- Garantizar que todos los africanos disfrutaran de los derechos humanos.
- Elevar el nivel de vida de todos los africanos.
- Resolver las discusiones y disputas entre los miembros, no mediante la lucha, sino mediante la negociación pacífica y diplomática.[3]

Poco después de lograr la independencia, varios Estados africanos expresaron un creciente deseo de mayor unidad dentro del continente. Sin embargo, no todo el mundo estaba de acuerdo en cómo lograr esta unidad, y surgieron dos grupos de opinión al respecto:
- El bloque de Casablanca, liderado por Kwame Nkrumah de Ghana, quería una federación de todos los países africanos. Además de Ghana, estaba formado por Argelia, Guinea, Marruecos, Egipto, Malí y Libia. Fundado en 1961, sus miembros se describían como "estados progresistas".
- El bloque monroviano, dirigido por Senghor de Senegal, consideraba que la unidad debía alcanzarse gradualmente, mediante la cooperación económica. No apoyaba la idea de una federación política. Sus otros miembros eran Nigeria, Liberia, Etiopía y la mayoría de las antiguas colonias francesas.

Algunas de las discusiones iniciales tuvieron lugar en Sanniquellie, Liberia. La disputa se resolvió finalmente cuando el emperador de Etiopía invitó a los dos grupos a Addis Abeba, donde posteriormente se estableció la OUA y su sede. La Carta de la Organización fue firmada por 32 Estados africanos independientes.
En el momento de la disolución de la OUA, 53 de los 54 estados africanos eran miembros; Marruecos se retiró el 12 de noviembre de 1984 tras la admisión de la República Árabe Saharaui Democrática como gobierno del Sahara Occidental en 1982.

## Críticas y alabanzas
La organización fue ampliamente ridiculizada por ser una "tertulia" burocrática con poco poder. Tenía dificultades para hacer cumplir sus decisiones, y su falta de fuerza armada dificultaba enormemente la intervención. Las guerras civiles de Nigeria y Angola no cesaron durante años, y la OUA no pudo hacer nada para detenerlas.
La política de no injerencia en los asuntos de los Estados miembros también limitó la eficacia de la OUA. Así, cuando se violaban los derechos humanos, como en Uganda bajo Idi Amin en la década de 1970, la OUA era impotente para detenerlos.
La Organización fue elogiada por el ex Secretario General de las Naciones Unidas el ghanés Kofi Annan por unir a los africanos. Sin embargo, en sus 39 años de existencia, los críticos sostienen que la OUA hizo poco por proteger los derechos y las libertades de los ciudadanos africanos frente a sus propios líderes políticos, y a menudo la califican de "club de dictadores" o "sindicato de dictadores".
Sin embargo, la OUA tuvo éxito en algunos aspectos. Muchos de sus miembros eran también miembros de la ONU y se mantuvieron unidos dentro de esta última organización para salvaguardar los intereses africanos, especialmente en lo que respecta al colonialismo persistente. Por lo tanto, su búsqueda de la unidad africana fue en cierto modo un éxito.
Sin embargo, la unidad total era difícil de conseguir, ya que la OUA estaba muy dividida. Las antiguas colonias francesas, que seguían dependiendo de Francia, habían formado el Grupo de Monrovia, y existía otra división entre los que apoyaban a Estados Unidos y los que apoyaban a la URSS en la Guerra Fría de ideologías. La facción pro-socialista estaba liderada por el ghanés Kwame Nkrumah, mientras que Félix Houphouët-Boigny de Costa de Marfil lideraba a los pro-capitalistas. Debido a estas divisiones, a la OUA le resultaba difícil actuar contra los Estados implicados en conflictos internos, ya que rara vez podía llegar a un acuerdo sobre lo que había que hacer.
La OUA desempeñó un papel fundamental en la erradicación del colonialismo y del dominio de la minoría blanca en África. Proporcionó armas, entrenamiento y bases militares a los grupos rebeldes que luchaban contra la minoría blanca y el dominio colonial. Grupos como el CNA y el PAC, que luchaban contra el apartheid, y la ZANU y la ZAPU, que luchaban por derrocar al gobierno de Rodesia, recibieron ayuda de la OUA. Se cerraron los puertos africanos al gobierno sudafricano y se prohibió a los aviones sudafricanos sobrevolar el resto del continente. La OUA convenció a la ONU para que expulsara a Sudáfrica de organismos como la Organización Mundial de la Salud.
La OUA también colaboró con la ONU para aliviar los problemas de los refugiados. Creó el Banco Africano de Desarrollo para proyectos económicos destinados a fortalecer financieramente a África. Aunque todos los países africanos acabaron ganando su independencia, siguió siendo difícil que se independizaran totalmente de sus antiguos colonizadores. A menudo se dependía de las antiguas potencias coloniales para la ayuda económica, que a menudo venía con condiciones: los préstamos debían devolverse a altos tipos de interés, y los bienes debían venderse a los estados ayudantes a bajo precio.
Estados Unidos y la Unión Soviética intervinieron en el África poscolonial en pos de sus propios objetivos. En ocasiones, la ayuda se proporcionó en forma de tecnología y trabajadores humanitarios. A pesar de la lucha por mantener a los "occidentales" (colonialistas) fuera de los asuntos africanos, la OUA no ha logrado cumplir los objetivos establecidos para defender los asuntos africanos. La Organización continuó dependiendo en gran medida de la ayuda occidental (militar y económica) para intervenir en los asuntos africanos, a pesar del descontento de los líderes africanos al tratar con la comunidad internacional, especialmente con los países occidentales.

## Secretarios Generales de la OUA (1963-2002)
| Secretario General | Mandato   | País            |
| Kifle Wodajo       | 1963-1964 | Etiopía         |
| Diallo Telli       | 1964-1972 | Guinea          |
| Nzo Ekangaki       | 1972-1974 | Camerún         |
| William Eteki      | 1974-1978 | Camerún         |
| Edem Kodjo         | 1978-1983 | Togo            |
| Peter Onu          | 1983-1985 | Nigeria         |
| Ide Oumarou        | 1985-1989 | Níger           |
| Salim Ahmed Salim  | 1989-2001 | Tanzania        |
| Amara Essy         | 2001-2002 | Costa de Marfil |

## Estados miembros
- Argelia
- Angola
- Benín
- Botsuana
- Burkina Faso
- Burundi
- Camerún
- Cabo Verde
- República Centroafricana
- Chad
- Comoras
- República Democrática del Congo
- República del Congo
- Costa de Marfil
- Egipto
- Eritrea
- Etiopía
- Gabón
- Gambia
- Ghana
- Guinea
- Guinea-Bisáu
- Guinea Ecuatorial
- Kenia
- Lesoto
- Liberia
- Libia
- Madagascar
- Malaui
- Mali
- Marruecos (se retiró en 1984)
- Mauritania
- Mauricio
- Mozambique
- Namibia
- Níger
- Nigeria
- Ruanda
- República Árabe Saharaui Democrática
- Santo Tomé y Príncipe
- Senegal
- Seychelles
- Sierra Leona
- Somalia
- Sudáfrica
- Sudán
- Suazilandia
- Tanzania
- Togo
- Túnez
- Uganda
- Yibuti
- Zambia
- Zimbabue

## Miembros de la OUA por fecha de admisión (53 estados)
| Fecha                    | Países                               | Notas |
| ------------------------ | ------------------------------------ | --- |
| 25 de mayo de 1963       | Argelia                              | |
| 25 de mayo de 1963       | Burundi                              | |
| 25 de mayo de 1963       | Camerún                              | |
| 25 de mayo de 1963       | República Centroafricana             | |
| 25 de mayo de 1963       | Chad                                 | |
| 25 de mayo de 1963       | Congo                                | |
| 25 de mayo de 1963       | República Democrática del Congo      | 1971–97 Zaire |
| 25 de mayo de 1963       | Dahomey                              | Desde 1975 Benín |
| 25 de mayo de 1963       | Egipto                               | |
| 25 de mayo de 1963       | Etiopía                              | |
| 25 de mayo de 1963       | Gabón                                | |
| 25 de mayo de 1963       | Ghana                                | |
| 25 de mayo de 1963       | Guinea                               | |
| 25 de mayo de 1963       | Ivory Coast                          | Desde 1985 Costa de Marfil (Côte d'Ivoire) |
| 25 de mayo de 1963       | Liberia                              | |
| 25 de mayo de 1963       | Libia                                | |
| 25 de mayo de 1963       | Madagascar                           | |
| 25 de mayo de 1963       | Mali                                 | |
| 25 de mayo de 1963       | Mauritania                           | |
| 25 de mayo de 1963       | Marruecos                            | Se retiró el 12 de noviembre de 1984, protestando por la membresía del Sáhara Occidental. Sin embargo, Marruecos se unió a la Unión Africana en enero de 2017, 33 años después de su retirada. |
| 25 de mayo de 1963       | Níger                                | |
| 25 de mayo de 1963       | Nigeria                              | |
| 25 de mayo de 1963       | Ruanda                               | |
| 25 de mayo de 1963       | Senegal                              | |
| 25 de mayo de 1963       | Sierra Leona                         | |
| 25 de mayo de 1963       | Somalia                              | |
| 25 de mayo de 1963       | Sudán                                | |
| 25 de mayo de 1963       | Tanganica (1961–1964)                | Tanganica y Zanzíbar se fusionaron el 26 de abril de 1964 para formar la República Unida de Tanganica y Zanzíbar, que fue renombrada Tanzania el 1 de noviembre de 1964                        |
| 25 de mayo de 1963       | Togo                                 | |
| 25 de mayo de 1963       | Túnez                                | |
| 25 de mayo de 1963       | Uganda                               | |
| 25 de mayo de 1963       | Alto Volta                           | Desde 1984 Burkina Faso |
| 25 de mayo de 1963       | Zanzíbar                             | Tanganica y Zanzíbar se fusionaron el 26 de abril de 1964 para formar la República Unida de Tanganica y Zanzíbar, que fue renombrada Tanzania el 1 de noviembre de 1964                        |
| 13 de diciembre de 1963  | Kenia                                | |
| 13 de julio de 1964      | Malaui                               | |
| 16 de diciembre de 1964  | Zambia                               | |
| Octubre de 1965          | Gambia                               | |
| 31 de octubre de 1966    | Botsuana                             | |
| 31 de octubre de 1966    | Lesoto                               | |
| Agosto de 1968           | Mauricio                             | |
| 24 de septiembre de 1968 | Suazilandia)                         | |
| 12 de octubre de 1968    | Guinea Ecuatorial                    | |
| 19 de noviembre de 1973  | Guinea-Bisáu                         | |
| 11 de febrero de 1975    | Angola                               | |
| 18 de julio de 1975      | Cabo Verde                           | |
| 18 de julio de 1975      | Comoras                              | |
| 18 de julio de 1975      | Mozambique                           | |
| 18 de julio de 1975      | Santo Tomé y Príncipe                | |
| 29 de junio de 1976      | Seychelles                           | |
| 27 de junio de 1977      | Yibuti                               | |
| 1 de junio de 1980       | Zimbabue                             | |
| 22 de febrero de 1982    | República Árabe Saharaui Democrática | |
| 3 de junio de 1990       | Namibia                              | |
| 24 de mayo de 1993       | Eritrea                              | |
| 6 de junio de 1994       | Sudáfrica                            | |

## Cumbres de la OUA

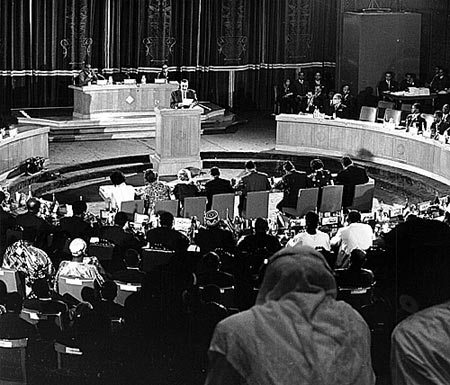
El presidente de Egipto, Nasser, en la cumbre de la UOA de El Cairo de 1964.

| Ciudad anfitriona | País anfitrión                  | Fecha                                              |
| ----------------- | ------------------------------- | -------------------------------------------------- |
| Addis Abeba       | Etiopía                         | 22–25 de mayo de 1963                              |
| El Cairo          | Egipto                          | 17–21 de julio de 1964                             |
| Acra              | Ghana                           | 21–26 de octubre de 1965                           |
| Addis Abeba       | Etiopía                         | 5–9 de noviembre de 1966                           |
| Kinshasa          | República Democrática del Congo | 11–14 de septiembre de 1967                        |
| Argel             | Argelia                         | 13–16 de septiembre de 1968                        |
| Addis Abeba       | Etiopía                         | 6–10 de septiembre de 1969                         |
| Addis Abeba       | Etiopía                         | 1–3 de septiembre de 1970                          |
| Addis Abeba       | Etiopía                         | 21–23 de junio de 1971                             |
| Rabat             | Marruecos                       | 12–15 de junio de 1972                             |
| Addis Abeba       | Etiopía                         | 27–28 de mayo de 1973                              |
| Mogadiscio        | Somalia                         | 1974                                               |
| Kampala           | Uganda                          | 28 July–1 de agosto de 1975                        |
| Port Louis        | Mauricio                        | 2–6 de julio de 1976                               |
| Libreville        | Gabón                           | 2–5 de julio de 1977                               |
| Jartum            | Sudán                           | 18–22 de julio de 1978                             |
| Monrovia          | Liberia                         | 17–20 de julio de 1979                             |
| Freetown          | Sierra Leona                    | 1–4 de julio de 1980                               |
| Nairobi           | Kenia                           | 24–27 de junio de 1981                             |
| Addis Abeba       | Etiopía                         | 6–12 de junio de 1983                              |
| Addis Abeba       | Etiopía                         | 12–15 de noviembre de 1984                         |
| Addis Abeba       | Etiopía                         | 18–20 de julio de 1985                             |
| Addis Abeba       | Etiopía                         | 28–30 de julio de 1986                             |
| Addis Abeba       | Etiopía                         | 27–29 de julio de 1987                             |
| Addis Abeba       | Etiopía                         | Cumbre Extraordinaria: octubre de 1987             |
| Addis Abeba       | Etiopía                         | 25–28 de mayo de 1988                              |
| Addis Abeba       | Etiopía                         | 24–26 de julio de 1989                             |
| Addis Abeba       | Etiopía                         | 9–11 de julio de 1990                              |
| Abuya             | Nigeria                         | 3–5 de julio de 1991                               |
| Dakar             | Senegal                         | 29 de junio – 1 de julio de 1992                   |
| El Cairo          | Egipto                          | 28–30 de junio de 1993                             |
| Túnez             | Túnez                           | 13–15 de junio de 1994                             |
| Addis Abeba       | Etiopía                         | 26–28 de junio de 1995                             |
| Yaundé            | Camerún                         | 8–10 de junio de 1996                              |
| Harare            | Zimbabue                        | 2–4 de junio de 1997                               |
| Uagadugú          | Burkina Faso                    | 8–10 de junio de 1998                              |
| Argel             | Argelia                         | 12–14 de julio de 1999                             |
| Sirte             | Libia                           | Cumbre Extraordianria 6–9 de septiembre de 1999    |
| Lomé              | Togo                            | 10–12 de julio de 2000                             |
| Lusaka            | Zambia                          | 9–11 de julio de 2001, la última cumbgre de la OUA |